# 2020年臺灣大溪漁港釣客落海事件
2020年臺灣大溪漁港釣客落海事件為一起發生於臺灣宜蘭縣頭城鎮大溪漁港，多名釣客於漁港防波堤紅燈塔垂釣時遭瘋狗浪捲入海中之事故，該事件共造成5人死亡、3人輕傷，及2人自行游回上岸。

## 事件經過

### 背景

#### 大溪漁港
大溪漁港為宜蘭縣第三大港口，也是臺灣漁獲量第二大的漁港，僅次於高雄市前鎮漁港。大溪漁港分為新舊港。舊港建於臺灣日治時期1934年，第二次世界大戰戰後1953年臺灣省政府漁業局撥款修建舊港碼頭198公尺、防波堤125公尺、泊地2,700平方公尺，以及曳船道一處，可供小型漁船停泊之用。其中外廓防波堤曾因颱風多次毀損，均僅修復。因腹地有限無法擴建，目前舊港仍持續使用，但僅供少數小型漁船及動力舢舨停靠。
現在所稱之大溪漁港一般係指1971年9月竣工啟用的新港，計有防波堤145公尺、碼頭205公尺，泊地共7,350平方公尺，可停放10艘以上的中小型漁船，大溪新港分別在1973年增建南突堤35公尺、北突堤25公尺，1974年斥資新臺幣1450萬元於現有泊地南邊，擴建內泊地6,500平方公尺、增建碼頭337.5公尺、南防波堤122公尺。1975年再興建臨港道路186公尺、護坡92公尺，及照明設備等。

#### 海神颱風
強烈颱風海神截至2020年9月份為止，為該年度第一個交通部中央氣象局分類為強烈颱風等級的颱風，也是該年度最強的颱風。強烈颱風海神於2020年8月31日形成，2020年9月4日上午8時中央氣象局將其升格為強烈颱風，其路徑於臺灣東北方海域朝朝鮮半島前進，雖颱風本身未登陸臺灣本島而直接影響臺灣，但颱風之外圍環流造成北部、東部，恆春半島、以及馬祖列島等海岸觀測到3至4公尺高的長浪發生。其中宜蘭縣外海於事發前三天都觀測報長浪，並發布長浪即時訊息。

### 經過
2020年9月7日上午有多名釣客於大溪漁港防波堤紅燈塔附近垂釣，於上午10時左右三波突如其來的瘋狗浪將9名釣客捲入海中，10時36分海巡署海巡署第一宜蘭巡防區指揮部接獲通報，立即成立緊急應變中心，並指派艦隊分署第七蘇澳海巡隊、北部分署第一岸巡隊第一二岸巡中隊第二機動巡邏站人員前往現場救援，並通報行政院國家搜救指揮中心、宜蘭縣政府消防局第一大隊大里消防分隊，宜蘭縣政府警察局礁溪分局大溪派出所等單位，同時也協調設籍於大溪漁港的兩艘漁船協助於近海搜救落海人員。
海巡署大溪安檢所人員接獲通報，指派兩名隊員登上其中一艘漁船協助將落海釣客救至漁船上轉送岸邊，國家搜救指揮中心也派出空勤直升機協助於近海尋搜落海釣客，上午海巡署共救起8名落海釣客，另有兩名釣客自行游回上岸，而被救者中有4名無生命跡象、3名輕傷，另有一人失蹤。獲救者隨即由警消接手分別送往礁溪杏和、仁愛、聖母、國軍松山及陽明大學附設醫院等救治。
9月7日上午12時11分與12時13分，其中兩名無生命跡象之釣客先後宣告不治，另有一人經急救後恢復生命跡象轉送羅東聖母醫院加護病房持續急救中。同日下午三時搜救人員又於漁港防波堤落海點1.5公里外發現一名男子遺體。
截至9月7日傍晚，已確認落海釣客中已有4人死亡、1人命危、4人受傷，以及1人現場檢查無大礙後，拒絕送醫自行離開。

### 後續
由於案發後始終未能確定就只有10名釣客落海，因此2020年9月9日宜蘭縣政府消防局、海巡署北部分署第一岸巡隊、蘇澳海巡隊等單位將持續在近海以搜救艇，空勤直升機等方式搜索是否仍有落海釣客漂流，搜救行動預計在9月10日中午結束。
同日上午一艘漁船於頭城鎮梗枋外海3浬處發現一具男性遺體，經漁船通報海巡署第一巡防區指揮部，指派艦隊分署第七蘇澳海巡隊海巡艇PP-5025艇前往該海域協尋，上午6時30分，發現該遺體。經海巡人員初步判定該遺體為9月6日於龍洞落海之民眾，並非大溪漁港落海釣客。
9月16日下午有民眾於大溪漁港北防波堤發現一名男性遺體，經通報海巡署人員現場確認，為9月7日落海事件中的其中一名釣客，使整起落海溺水事件死亡釣客增加至第五人。

## 事件反應

### 宜蘭縣政府
針對大溪漁港釣客落海事件，宜蘭縣政府秘書長林茂盛表示經內部檢討後已責成縣府農業處與海巡署協調，未來在東北季風或颱風過後外圍環流較強時，將委請海巡人員特別加強巡查、勸離，希望憾事不要再發生。
宜蘭縣政府農業處表示依漁港法規定，港區為不得開放垂釣，而宜蘭縣全縣也僅有頭城鎮烏石港一字堤，與蘇澳朝陽漁港兩處有開放垂釣，並且垂釣者須著救生衣、防滑鞋等，將依漁港法規定，處3萬元至15萬元罰鍰。而早期農業處與海巡單位強力取締下使釣客於未開放垂釣區非法垂釣的狀況有改善，但卻也引發釣權團體發動連署抗爭，因此近年又改以柔性勸導方式勸離釣客。

## 圖集

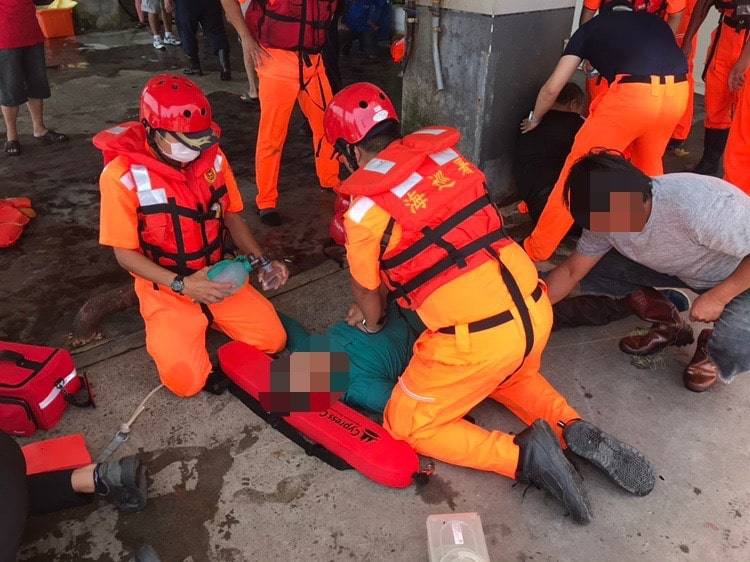
海巡人員正對獲救釣客實施心肺復甦術
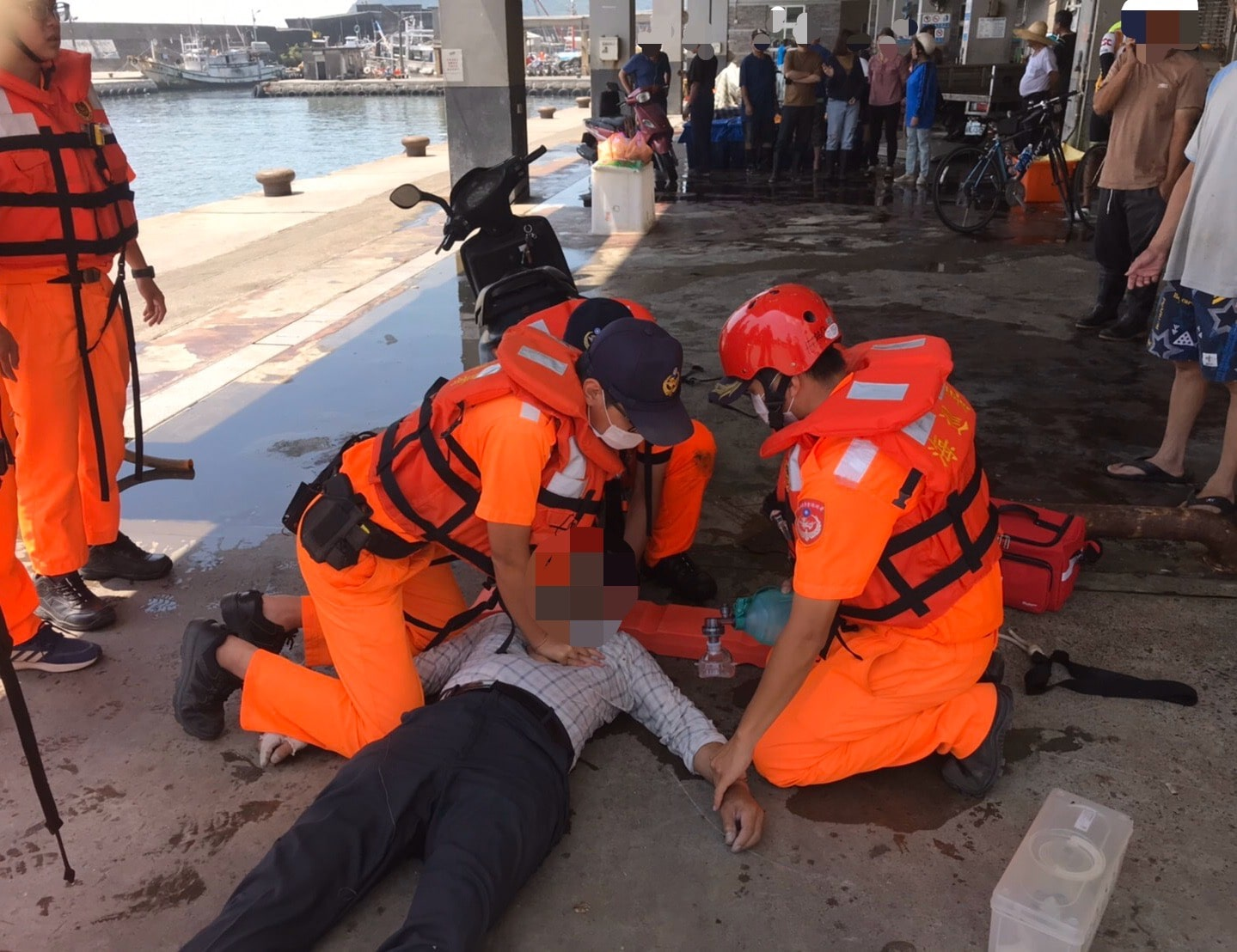
海巡人員正對獲救釣客實施心肺復甦術
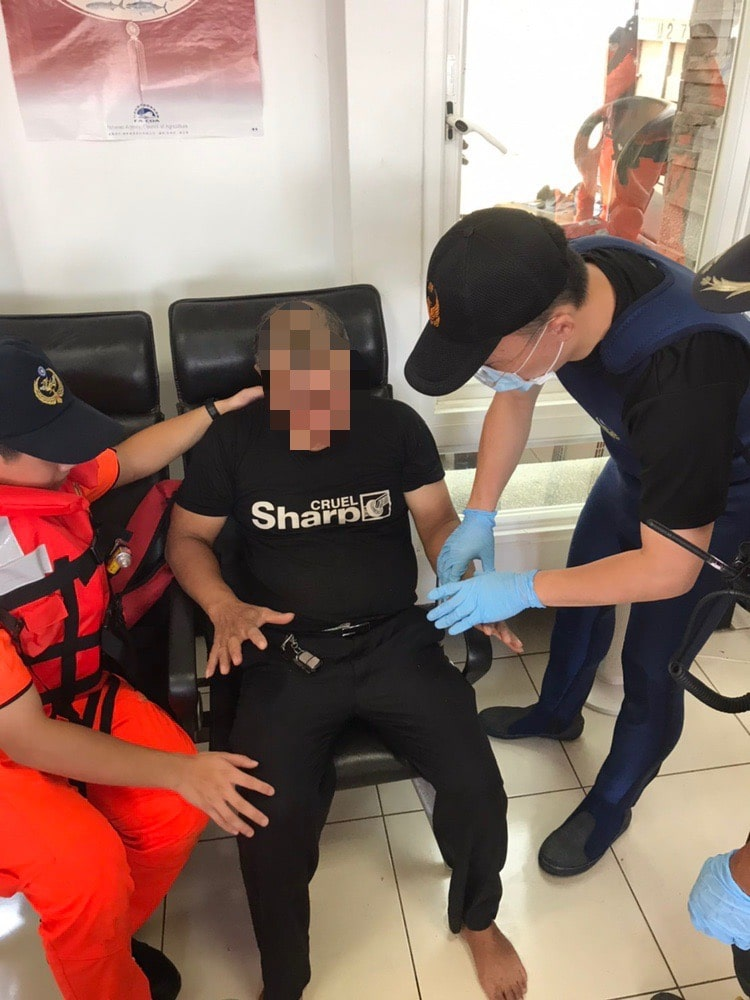
獲救的落海釣客。
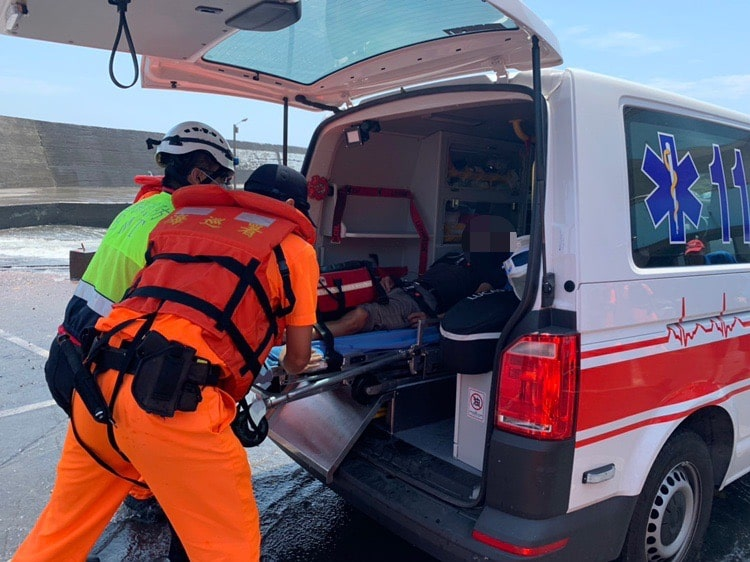
獲救的落海釣客搬運上救護車後送醫院救治

## 外部連結
- 海洋委員會海巡署北部分署 - 漁港驚傳落水意外 陸海空齊心協力搶救